# Baldwin Street
Baldwin Street è una strada situata in una zona suburbana di Dunedin, città della Nuova Zelanda. È considerata la strada residenziale più ripida del mondo. Si trova nel quartiere di North East Valley, 3,5 km a nord-est del centro di Dunedin.

## Descrizione

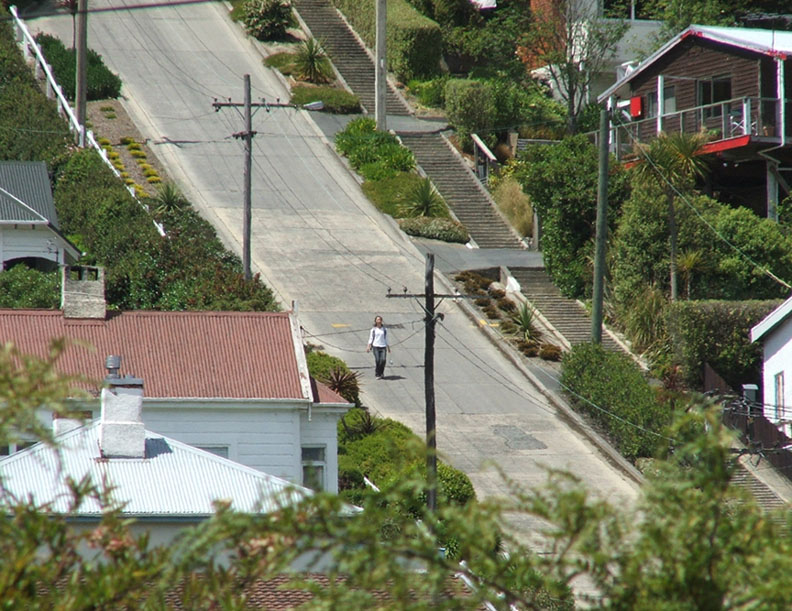
Un turista intento nella discesa.

Si tratta di una breve strada rettilinea lunga poco meno di 350 metri, situata ad est della valle di Lindsay Creek, a lato del promontorio di Signal Hill. Passa da 30 metri sul livello del mare, all'incrocio con Road North, fino a 100 metri sul livello del mare nel suo tratto finale superiore. Il tratto inferiore è solo moderatamente ripido e la sua superficie è asfaltata, mentre il tratto superiore è molto più ripido e la superficie è costruita in cemento (200 metri di lunghezza), sia per facilità di manutenzione (il bitume scivolerebbe giù per il pendio in una giornata calda), sia per motivi di sicurezza durante l'inverno gelido di Dunedin. La pendenza massima di Baldwin Street è di circa 1:2,86 (19° o 35%), ossia per ogni 2,86 metri di percorso in senso orizzontale, l'elevazione aumenta di 1 metro.

## Controversie sul primato
La detenzione del primato di "strada più ripida del mondo" è stata oggetto di diverse controversie dopo che si diffuse la notizia secondo cui i dati segnalati nella voce originale nel Guinness dei primati erano soggetti ad un errore tipografico. Secondo il Guinness dei primati, la pendenza massima era di 1:1,266 (38° o 79%). Tale dato sembrò essere errato perché indica una pendenza molto più ripida di quella attualmente accettata, pari a 1:2,86. L'errore potrebbe essere stato causato dalla confusione tra la misurazione in gradi e quella in percentuale. Tuttavia, il libro del Guinness riconosce ufficialmente Baldwin Street come strada più ripida del mondo, con una misurazione in percentuale del 35%.

## Altre strade ripide
Altre strade particolarmente ripide sono:
- Côte Saint-Ange a Chicoutimi, Canada, con una pendenza del 33% (circa 18°).
- Canton Avenue, a Pittsburgh, Stati Uniti; ufficialmente ha una pendenza del 37%.[3][4] Tuttavia, l'angolo di pendenza del 37% si estende solo per circa 6,5 metri, mentre la parte più ripida di Baldwin Street ha una lunghezza notevolmente maggiore.
- Eldred Street a Los Angeles, California, Stati Uniti. È una delle tre strade di Los Angeles con una pendenza compresa tra il 32% e il 33,3%.[5]
- Filbert Street e 22nd Street, a San Francisco, Stati Uniti. Ognuna delle due ha una pendenza compresa tra il 31 e il 31.5% (17°) per circa 60-7 metri.[6]
- Waipio Valley Road, alle Hawaii, ha una pendenza del 25% per 0.6 chilometri con pendenze di picco molto più alte. Si tratta di una strada pubblica asfaltata ma non è una strada residenziale ed è aperta solo ai veicoli con 4 ruote motrici.

Sono state, inoltre, riportate pendenze riguardanti molte strade nella parte occidentale dell'Inghilterra e in Galles del 33% e superiori. Di una strada a Harlech, in Galles, è stata riportata una pendenza del 40%. Vale Street a Bristol è spesso segnalata come la strada più ripida della Gran Bretagna e potrebbe avere una pendenza, ancora più marcata, del 40%. Tuttavia queste strade sono per lo più   brevissime.

## Origine della strada

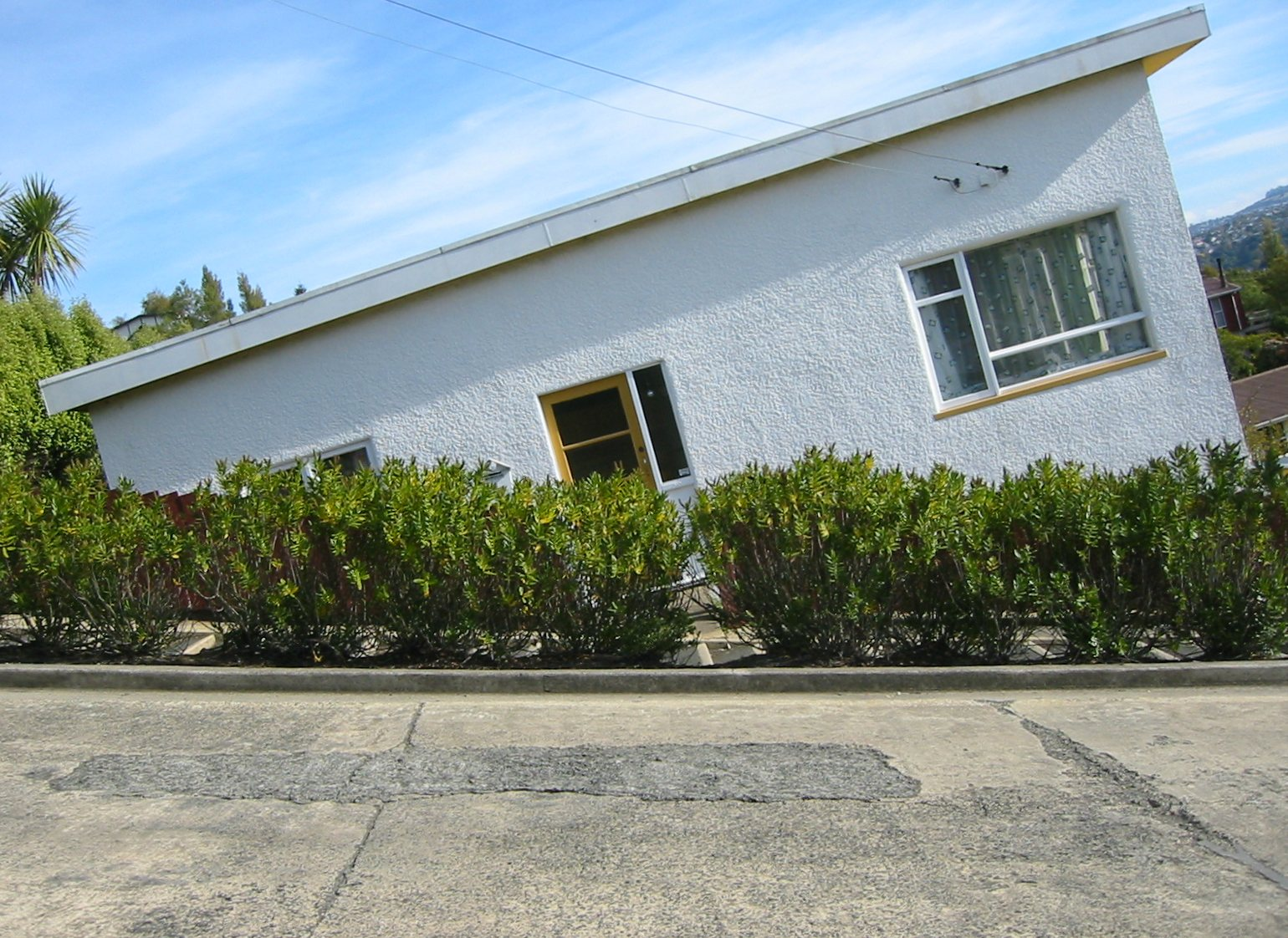
Baldwin Street fotografata a livello della strada.

Come in molte altre parti di Dunedin e della Nuova Zelanda, le strade sono state costruite con uno schema che non prevedeva alcuna considerazione per il terreno, di solito da urbanisti inglesi. Nel caso di Baldwin Street (e gran parte di Dunedin), il layout è stato progettato da Charles Kettle alla fine del XIX secolo. La strada prende il nome da William Baldwin, un membro del parlamento della regione di Otago ed editore.
Baldwin Street per le automobili è un vicolo cieco, ma è legata nella parte superiore a Buchanan Street, un percorso pedonale non asfaltato che funge da collegamento con Calder Avenue e Arnold Street. Le strade parallele a Baldwin sono anch'esse tutte piuttosto ripide: Arnold Street (1:3,6), Dalmeny Street (1:3,7), e Calder Avenue (1:5,4).

## Eventi associati
La strada è la sede di un evento ginnico annuale, il "Baldwin Street Gutbuster". Ogni estate, dal 1988 (solitamente in febbraio), questo evento coinvolge gruppi di atleti che devono percorrere la strada dalla parte inferiore fin su al tratto finale e poi tornare indietro. L'evento attira ogni anno centinaia di concorrenti e al 2008 il record è di 1 minuto e 56 secondi, fissato nel 1998.

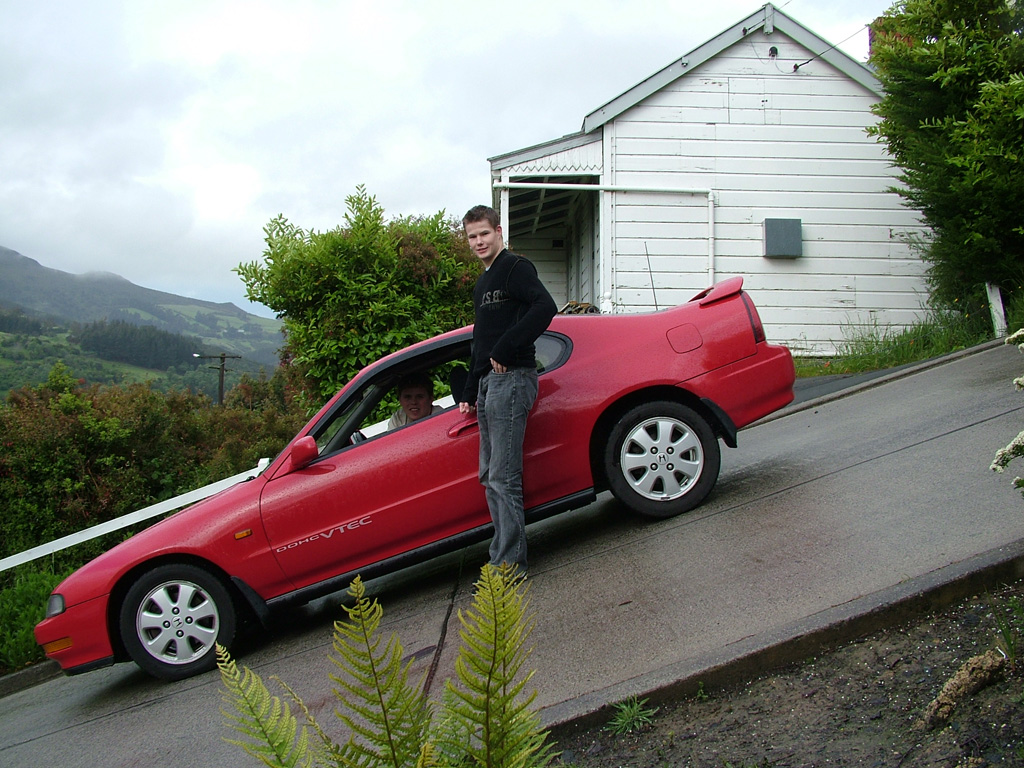
Auto parcheggiata in Baldwin Street.

Dal 2002, si tiene anche un evento di beneficenza, ogni anno nel mese di luglio, che prevede il rotolamento sulla strada di oltre 30.000 Jaffa (confetto dolce rivestito al cioccolato). Ogni Jaffa è sponsorizzato da una sola persona, con premi al vincitore e i fondi raccolti vanno poi in beneficenza. Questo evento segue una tradizione iniziata nel 1998, quando 2.000 palle da tennis vennero fatte rotolare nel corso di un evento che promuoveva una raccolta di fondi per Habitat for Humanity, un'organizzazione no profit internazionale.
Nel marzo del 2001 una giovane di 19 anni, studentessa dell'Università di Otago, restò uccisa dopo che, insieme ad un amico, aveva tentato di percorrere la strada rotolando all'interno di un bidone della spazzatura. Il contenitore si scontrò con una roulotte parcheggiata, uccidendola istantaneamente, e causando gravi ferite alla testa per il secondo.
Il 2 gennaio 2010, lo stuntman Ian Soanes guidò una motocicletta lungo Baldwin Street in discesa su una ruota sola.